# Châtel-Guyon
Châtel-Guyon település Franciaországban, Puy-de-Dôme megyében. Lakosainak száma 6294 fő (2022. január 1.). Châtel-Guyon Prompsat, Charbonnières-les-Varennes, Enval, Loubeyrat, Riom, Saint-Bonnet-près-Riom és Yssac-la-Tourette községekkel határos.

## Népesség
A település népességének változása:
| Lakosok száma | 6131 | 6194 | 6318 | 6152 | 6195 | 6239 | 6283 | 6294 | 6294 |
|               | 2013 | 2015 | 2016 | 2017 | 2018 | 2019 | 2020 | 2021 | 2022 |